# Jaap van Lagen

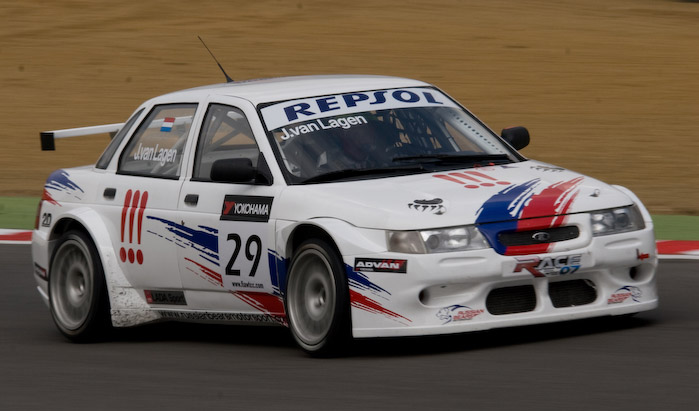
Jaap van Lagen met zijn Lada op Brands Hatch.

Jaap van Lagen (Ede, 22 december 1976) is een Nederlands autocoureur en race-instructeur.
Hij begon met autoracen in 1999 in de Citroën Saxo Cup. In 2001 en 2002 werd hij kampioen in de Benelux en Nederlandse Formule Ford. 2003 is voor hem een zeer succesvol jaar, hij wordt kampioen in de Duitse Formule Volkswagen. In 2004 stapt hij over naar de Formule Renault V6 en wordt zevende. Hij gaat naar de World series by Renault 3.5 in 2005 en wordt negende. Zijn beste resultaat was een tweede plek in Monaco. Ook in dat jaar wint hij de Dutch Drift Challenge. In 2006 reed hij in de Eurocup Mégane Trophy en wint het kampioenschap. Hij keert terug in de World series bij Renault 3.5 in 2007 voor een aantal races en hij heeft in 2007 een contract gesloten met Team Bleekemolen om in de Porsche Supercup te rijden met als beste resultaat een vierde plaats. In 2008 ging hij racen in het WTCC met Lada en Porsche Supercup met Kadach Racing, hij wint een race, behaalt podiums en wordt zesde in het kampioenschap. In 2009 wordt hij officieel fabriekscoureur bij Lada Sport, in 2010 rijdt hij acht races in de Porsche Supercup en wordt derde in het kampioenschap. Vanaf 2011-2013 rijdt hij in de Duitse Porsche Carrera cup voor Land Motorsport, wint races, behaalt vele podiumplaatsen en wint ook de race op de Nordschleife in 2013. In 2014 rijdt hij in de GT-Masters voor het team van Schütz Motorsport, wint races en wordt vice-kampioen. In 2015 keert hij terug als officieel fabriekscoureur voor het team van Lada Sport Rosneft en wint dat jaar als gastrijder ook Monaco in de Porsche Supercup voor Fach Auto Tech. Dan keert hij in 2016 terug in de GT-Masters met een Lamborgini Huracan GT3 voor het team van HB Racing en pakt een podium in Zandvoort. In 2017 rijdt hij allerlei gastraces, 24h races, TCR races en een race in de Porsche Supercup op Monza, waarin hij vierde wordt.

## Resultaten
| Jaar | Wedstrijd/resultaat |
| ---- | --- |
| 1998 | Winnaar Citroën Saxo Cup |
| 1999 | 2e Citroën Saxo Cup |
| 2000 | Formula Ford |
| 2001 | Kampioen Benelux Formula Ford, 2e Formula Ford Nederland                                                                             |
| 2002 | Kampioen Benelux Formula Ford, Kampioen Formula Ford Nederland                                                                       |
| 2003 | Kampioen German Formula Volkswagen, winnaar Dutch Drift Challenge                                                                    |
| 2004 | 7e Formula Renault V6 Euroseries (2 wins)                                                                                            |
| 2005 | 9e World Series Renault 3.5, winnaar Dutch Drift Challenge, DTM test                                                                 |
| 2006 | Kampioen Eurocup Renault Megane Throphy, 5 races in World Series Renault 3.5                                                         |
| 2007 | 2 races in World Series Renault 3.5, Porsche Supercup (7 races)                                                                      |
| 2008 | 6e Porsche Supercup (1 win, 1 pole), WTCC met LADA                                                                                   |
| 2009 | WTCC met LADA |
| 2010 | 4e Porsche Supercup (8 races), Superleague Formula (1 race)                                                                          |
| 2011 | ALMS American Le Mans Series (2 races), 24 uur van Le Mans Dutch Supercar Challenge, 1e in Supersport 1 klasse samen met Wolf Nathan |